# Cordillère de Tilarán
La cordillère de Tilarán est une chaîne de montagnes du Nord-Ouest du Costa Rica. Elle est située au sud-est de la cordillère de Guanacaste et au nord-ouest de la cordillère Centrale.